# Condado de Emmons
El condado de Emmons (en inglés: Emmons County, North Dakota), fundado en 1879,  es uno de los 53 condados del estado estadounidense de Dakota del Norte. En el año 2000 tenía una población de  4331 habitantes y una densidad poblacional de 1 personas por km². La sede del condado es Linton.

## Geografía
Según la Oficina del Censo, el condado tiene un área total de 4027 km² (1554,8 mi²), de la cual 3911 km² (1510,0 mi²) es tierra y 117 km² (45,2 mi²) es agua.

### Condados adyacentes
- Condado de Burleigh (norte)
- Condado de Kidder (noreste)
- Condado de Logan (este)
- Condado de McIntosh (sureste)
- Condado de Campbell (sur)
- Condado de Sioux (oeste)
- Condado de Morton (noroeste)

## Demografía
En el 2000 la renta per cápita promedia del condado era de $26 119, y el ingreso promedio para una familia era de $31 857. El ingreso per cápita para el condado era de $14 604. En 2000 los hombres tenían un ingreso per cápita de $23 235 versus $15 590 para las mujeres. Alrededor del 20.10% de la población estaba bajo el umbral de pobreza nacional.
| 1890 | 1900 | 1910 | 1920 | 1930   | 1940   | 1950   | 1960 | 1970 | 1980 | 1990 | 2000 | Est. 2009 |
| ---- | ---- | ---- | ---- | ------ | ------ | ------ | ---- | ---- | ---- | ---- | ---- | --------- |
| 38   | 1971 | 4349 | 9796 | 11 288 | 12 467 | 11 699 | 9715 | 8462 | 7200 | 5877 | 4331 | 3398      |

## Mayores autopistas
- U.S. Highway 83
- Carretera de Dakota del Norte 11
- Carretera de Dakota del Norte 13
- Carretera de Dakota del Norte 34
- Carretera de Dakota del Norte 1804

## Lugares

### Ciudades
- Braddock
- Hague
- Hazelton
- Linton
- Strasburg

Nota: todas las comunidades incorporadas en Dakota del Norte se les llama "ciudades" independientemente de su tamaño

### Área Nacional protegida
- Lago Appert Refugio Nacional de Vida Silvestre
- Agua de vertiente Refugio Nacional de Vida Silvestre
- Lago Sunburst Refugio Nacional de Vida Silvestre